# 1962 FIFAワールドカップ
1962 FIFAワールドカップ（英: 1962 FIFA World Cup）は、1962年5月30日から6月17日にかけて、チリで開催された第7回目のFIFAワールドカップである。ブラジルが決勝でチェコスロバキアを3対1で破り、大会2連覇を達成した。この大会の終了後、FIFAは、選手は生涯1代表（出場できるのは国際試合に出場した際の国籍の代表だけ）と定めた。なお、現在は、重国籍者の例外規定がある。

## 出場国
出場選手は1962 FIFAワールドカップ参加チームを参照。
| 大陸連盟 | 出場 枠数 | 予選       | 組 予選順位 | 組 予選順位 | 出場国・地域     | 出場回数       | 備考       |
| -------- | --------- | ---------- | ----------- | ----------- | ---------------- | -------------- | ---------- |
| CONMEBOL | 2+3.5     | 開催国     | 開催国      | 開催国      | チリ             | 3大会ぶり3回目 |            |
| CONMEBOL | 2+3.5     | 前回優勝国 | 前回優勝国  | 前回優勝国  | ブラジル         | 7大会連続7回目 |            |
| CONMEBOL | 2+3.5     | 南米予選   | 1組         | 1位         | アルゼンチン     | 2大会連続4回目 |            |
| CONMEBOL | 2+3.5     | 南米予選   | 2組         | 1位         | ウルグアイ       | 2大会ぶり4回目 |            |
| CONMEBOL | 2+3.5     | 南米予選   | 3組         | 1位         | コロンビア       | 初出場         |            |
| UEFA     | 8-10      | 欧州予選   | 1組         | 1位         | スイス           | 2大会ぶり5回目 |            |
| UEFA     | 8-10      | 欧州予選   | 2組         | 1位         | ブルガリア       | 初出場         |            |
| UEFA     | 8-10      | 欧州予選   | 3組         | 1位         | 西ドイツ         | 3大会連続5回目 |            |
| UEFA     | 8-10      | 欧州予選   | 4組         | 1位         | ハンガリー       | 3大会連続5回目 |            |
| UEFA     | 8-10      | 欧州予選   | 5組         | 1位         | ソビエト連邦     | 2大会連続2回目 |            |
| UEFA     | 8-10      | 欧州予選   | 6組         | 1位         | イングランド     | 4大会連続4回目 |            |
| UEFA     | 8-10      | 欧州予選   | 7組         | 1位         | イタリア         | 2大会ぶり5回目 |            |
| UEFA     | 8-10      | 欧州予選   | 8組         | 1位         | チェコスロバキア | 3大会連続5回目 |            |
| UEFA     | 8-10      | 欧州予選   | 9組         | 1位         | スペイン         | 3大会ぶり3回目 | ○          |
| UEFA     | 8-10      | 欧州予選   | 10組        | 1位         | ユーゴスラビア   | 4大会連続5回目 | ○          |
| CONCACAF | 0.5       | 最終予選   | 1位         | 1位         | メキシコ         | 4大会連続5回目 | ○          |
| CAF      | 0.5       | 最終予選   | 出場国無し  | 出場国無し  | 出場国無し       | 出場国無し     | 出場国無し |
| AFC      | 0.5       | アジア予選 | 出場国無し  | 出場国無し  | 出場国無し       | 出場国無し     | 出場国無し |

- 備考欄の「○」は大陸間プレーオフに勝利の上、出場が決定したチーム。

## 本大会

### 概要
西ドイツ、アルゼンチン、チリの3カ国が大会誘致に立候補し、アルゼンチンが優勢と思われたが、結果的にチリが大会を開催することになった。1960年のチリ地震で大きな被害を受けていたが、新しいスタジアムの建設を含め、精力的に準備が行われた。1958年と同じ大会方式が採用された。地区予選を突破した16チームを4チームずつ4つのグループに分け、1位と2位チームが決勝トーナメントに進出する方式である。
なお、FIFAは前回までのプレーオフを廃止し、今回から「グループリーグでの勝点が並んだ場合は3試合の得失点差で上回った方が決勝トーナメントへ進出する」と決定した。
ブラジルはグループリーグの2試合目でペレが怪我を負い、以後の欠場を余儀なくされた。しかし代役のガリンシャが活躍し、チームを優勝まで牽引する原動力の1つとなった。ガリンシャは先天的に足に障害を抱えていたが、手術を受けて歩くことができるようになったという経歴の持ち主である。この大会以後も活躍を続け、偉大な選手の1人に数えられるようになる。
ブラジルとチェコスロバキアがメキシコとスペインを抑え、グループリーグをそれぞれ1位と2位で通過した。他のグループではソ連とユーゴスラビア、ハンガリーとイングランドが同じく通過した。西ドイツとチリもグループリーグを通過したが、イタリアはホスト国のチリとの荒れた試合で0対2と完敗したこともあり（サンティアゴの戦闘）通過することができなかった。この試合では退場者は2名に留まったものの、会場から去るために警察の警護が必要となるなど大会の盛り上がりに水を差すことになった。同じグループのスイスは3連敗を喫してグループリーグで敗退している。アルゼンチンやブルガリアもグループリーグで姿を消した。イングランドに競り負けたアルゼンチンは得失点差でのグループリーグ敗退第1号となった。
準々決勝でチリは不利と予想されていた対ソ連戦に2対1で勝利した。ガリンシャが2得点を決め、ブラジルは3対1でイングランドを下した。ユーゴスラビアは西ドイツを1対0で下し、チェコスロバキアも1対0でハンガリーに競り勝ち、準決勝は南米同士のチリとブラジル、東欧同士のユーゴスラビアとチェコスロバキアの対戦となった。
準決勝は同日に行われ、ヨーロッパ勢同士の試合の観客はわずか6000人弱に留まった。前半は1対1で終了し、後半に2点を入れたチェコスロバキアが3対1でユーゴスラビアを下した。一方のチリ対ブラジル戦には76,600人が集まり、両チーム1名ずつ退場者を出したものの、ブラジルが4対2でチリを下し、決勝に進んだ。3日後に行われた3位決定戦でチリはユーゴスラビアを1対0で下し、3位を獲得している。
首都サンティアゴの国立スタジアムが決勝戦の舞台となり、開始15分でチェコスロバキアは1点のリードを奪い、ブラジルは2大会連続で決勝でリードを奪われる展開となった。しかし2分後にブラジルはアマリウドの得点で1対1のタイに追いついた。後半半ばにブラジルはジトとババの得点で3対1と逆転し、チェコスロバキアは追いつくことができなかった。試合は3対1で終わり、ブラジルは前回大会で大活躍したペレ抜きで第2、3回大会のイタリア以来の史上2カ国目の2連覇を達成した。

### 会場一覧
| サンティアゴビニャ・デル・マールランカグアアリカ | サンティアゴ                                                                | ビニャ・デル・マール                                                        |
| ------------------------------------------------ | --------------------------------------------------------------------------- | --------------------------------------------------------------------------- |
| サンティアゴビニャ・デル・マールランカグアアリカ | エスタディオ・ナシオナル・デ・チリ                                          | エスタディオ・サウサリート                                                  |
| サンティアゴビニャ・デル・マールランカグアアリカ | 南緯33度27分52秒 西経70度36分38秒 / 南緯33.46444度 西経70.61056度           | 南緯33度00分51.83秒 西経71度32分6.84秒 / 南緯33.0143972度 西経71.5352333度  |
| サンティアゴビニャ・デル・マールランカグアアリカ | 収容人数: 66,660                                                            | 収容人数: 18,037                                                            |
| サンティアゴビニャ・デル・マールランカグアアリカ |                                                                             |                                                                             |
| サンティアゴビニャ・デル・マールランカグアアリカ | ランカグア                                                                  | アリカ                                                                      |
| サンティアゴビニャ・デル・マールランカグアアリカ | エスタディオ・エルテニエンテ                                                | エスタディオ・カルロス・ディトボルン                                        |
| サンティアゴビニャ・デル・マールランカグアアリカ | 南緯34度10分39.95秒 西経70度44分15.79秒 / 南緯34.1777639度 西経70.7377194度 | 南緯18度29分15.47秒 西経70度17分56.96秒 / 南緯18.4876306度 西経70.2991556度 |
| サンティアゴビニャ・デル・マールランカグアアリカ | 収容人数: 18,000                                                            | 収容人数: 17,786                                                            |
| サンティアゴビニャ・デル・マールランカグアアリカ |                                                                             |                                                                             |

当初は8会場で行われる予定であったが1960年のチリ地震により損壊したスタジアムもあり、最終的には4会場での開催となった。

## 結果

### グループリーグ

#### グループ 1
| 順 位 | チーム         | 勝 点 | 試 合 | 勝 利 | 引 分 | 敗 戦 | 得 点 | 失 点 | 点 差 |
| ----- | -------------- | ----- | ----- | ----- | ----- | ----- | ----- | ----- | ----- |
| 1     | ソビエト連邦   | 5     | 3     | 2     | 1     | 0     | 8     | 5     | +3    |
| 2     | ユーゴスラビア | 4     | 3     | 2     | 0     | 1     | 8     | 3     | +5    |
| 3     | ウルグアイ     | 2     | 3     | 1     | 0     | 2     | 4     | 6     | -2    |
| 4     | コロンビア     | 1     | 3     | 0     | 1     | 2     | 5     | 11    | -6    |

| 1962年5月30日 15:00 |

| ウルグアイ                  | 2 - 1    | コロンビア         |
| サシャ 56分 · クビジャ 75分 | レポート | ズルアガ 19分 (PK) |

| エスタディオ・カルロス・ディトボルン（アリカ） 観客数: 7,908人 主審: Andor Dorogi |

| 1962年5月31日 15:00 |

| ソビエト連邦                      | 2 - 0    | ユーゴスラビア |
| イワノフ 51分 · ポネデルニク 83分 | レポート |                |

| エスタディオ・カルロス・ディトボルン（アリカ） 観客数: 15,000人 主審: Albert Dusch |

| 1962年6月2日 15:00 |

| ユーゴスラビア                                               | 3 - 1    | ウルグアイ    |
| スコブラル 25分 (PK) · ガリッチ 29分 · イェルコヴィッチ 49分 | レポート | カブレラ 19分 |

| エスタディオ・カルロス・ディトボルン（アリカ） 観客数: 8,829人 主審: Karol Galba |

| 1962年6月3日 15:00 |

| ソビエト連邦                                             | 4 - 4    | コロンビア                                              |
| イワノフ 8分, 11分 · チスレンコ 10分 · ポネデルニク 56分 | レポート | アケロス 21分 · コル 68分 · ラダ 72分 · クリンヘル 86分 |

| エスタディオ・カルロス・ディトボルン（アリカ） 観客数: 8,040人 主審: Joao Etzel Filho |

| 1962年6月6日 15:00 |

| ソビエト連邦                  | 2 - 1    | ウルグアイ  |
| マミキン 38分 · イワノフ 89分 | レポート | サシャ 54分 |

| エスタディオ・カルロス・ディトボルン（アリカ） 観客数: 9,973人 主審: Casare Jonni |

| 1962年6月7日 15:00 |

| ユーゴスラビア                                                    | 5 - 0    | コロンビア |
| ガリッチ 20分, 61分 · イェルコヴィッチ 25分, 87分 · メリッチ 82分 | レポート |            |

| エスタディオ・カルロス・ディトボルン（アリカ） 観客数: 7,167人 主審: Carlos Robles |

#### グループ 2
| 順 位 | チーム   | 勝 点 | 試 合 | 勝 利 | 引 分 | 敗 戦 | 得 点 | 失 点 | 点 差 |
| ----- | -------- | ----- | ----- | ----- | ----- | ----- | ----- | ----- | ----- |
| 1     | 西ドイツ | 5     | 3     | 2     | 1     | 0     | 4     | 1     | +3    |
| 2     | チリ     | 4     | 3     | 2     | 0     | 1     | 5     | 3     | +2    |
| 3     | イタリア | 3     | 3     | 1     | 1     | 1     | 3     | 2     | +1    |
| 4     | スイス   | 0     | 3     | 0     | 0     | 3     | 2     | 8     | -6    |

| 1962年5月30日 15:00 |

| チリ                                  | 3 - 1    | スイス             |
| サンチェス 44分, 55分 · ラミレス 51分 | レポート | ビュートリッヒ 6分 |

| エスタディオ・ナシオナル・デ・チリ（サンティアゴ） 観客数: 65,000人 主審: Kenneth Aston |

| 1962年5月31日 15:00 |

| 西ドイツ | 0 - 0    | イタリア |
|          | レポート |          |

| エスタディオ・ナシオナル・デ・チリ（サンティアゴ） 観客数: 65,440 主審: Robert Holley Davidson |

| 1962年6月2日 15:00 |

| チリ                      | 2 - 0    | イタリア |
| ラミレス 73分 · トロ 87分 | レポート |          |

| エスタディオ・ナシオナル・デ・チリ（サンティアゴ） 観客数: 66,057人 主審: Kenneth Aston |

| 1962年6月3日 15:00 |

| 西ドイツ                        | 2 - 1    | スイス            |
| ブリュルス 45分 · ゼーラー 59分 | レポート | シュナイテル 73分 |

| エスタディオ・ナシオナル・デ・チリ（サンティアゴ） 観客数: 64,922人 主審: Leo Horn |

| 1962年6月6日 15:00 |

| 西ドイツ                             | 2 - 0    | チリ |
| シマニアク 21分 (PK) · ゼーラー 82分 | レポート |      |

| エスタディオ・ナシオナル・デ・チリ（サンティアゴ） 観客数: 67,224人 主審: Robert Holley Davidson |

| 1962年6月7日 15:00 |

| イタリア                             | 3 - 0    | スイス |
| モーラ 1分 · ブルガレッリ 65分, 67分 | レポート |        |

| エスタディオ・ナシオナル・デ・チリ（サンティアゴ） 観客数: 59,828人 主審: ニコライ・ラティシェフ |

#### グループ 3
| 順 位 | チーム           | 勝 点 | 試 合 | 勝 利 | 引 分 | 敗 戦 | 得 点 | 失 点 | 点 差 |
| ----- | ---------------- | ----- | ----- | ----- | ----- | ----- | ----- | ----- | ----- |
| 1     | ブラジル         | 5     | 3     | 2     | 1     | 0     | 4     | 1     | +3    |
| 2     | チェコスロバキア | 3     | 3     | 1     | 1     | 1     | 2     | 3     | -1    |
| 3     | メキシコ         | 2     | 3     | 1     | 0     | 2     | 3     | 4     | -1    |
| 4     | スペイン         | 2     | 3     | 1     | 0     | 2     | 2     | 3     | -1    |

| 1962年5月30日 15:00 |

| ブラジル                | 2 - 0    | メキシコ |
| ザガロ 56分 · ペレ 73分 | レポート |          |

| エスタディオ・サウサリート（ビニャ・デル・マール） 観客数: 10,484人 主審: Gottfried Dienst |

| 1962年5月31日 15:00 |

| チェコスロバキア      | 1 - 0    | スペイン |
| シュティブラーニ 80分 | レポート |          |

| エスタディオ・サウサリート（ビニャ・デル・マール） 観客数: 12,700人 主審: Carl Erich Steiner |

| 1962年6月2日 15:00 |

| ブラジル | 0 - 0    | チェコスロバキア |
|          | レポート |                  |

| エスタディオ・サウサリート（ビニャ・デル・マール） 観客数: 14,903人 主審: Pierre Schwinte |

| 1962年6月3日 15:00 |

| スペイン      | 1 - 0    | メキシコ |
| ペイーロ 90分 | レポート |          |

| エスタディオ・サウサリート（ビニャ・デル・マール） 観客数: 11,875人 主審: Branko Tesanić |

| 1962年6月6日 15:00 |

| ブラジル              | 2 - 1    | スペイン        |
| アマリウド 72分, 86分 | レポート | ロドリゲス 35分 |

| エスタディオ・サウサリート（ビニャ・デル・マール） 観客数: 18,715人 主審: Sergio Bustamante |

| 1962年6月7日 15:00 |

| メキシコ                                                   | 3 - 1    | チェコスロバキア |
| ディアス 12分 · デル・アギラ 29分 · エルナンデス 90分 (PK) | レポート | マシェク 1分     |

| エスタディオ・サウサリート（ビニャ・デル・マール） 観客数: 10,648人 主審: Gottfried Dienst |

#### グループ 4
| 順 位 | チーム       | 勝 点 | 試 合 | 勝 利 | 引 分 | 敗 戦 | 得 点 | 失 点 | 点 差 |
| ----- | ------------ | ----- | ----- | ----- | ----- | ----- | ----- | ----- | ----- |
| 1     | ハンガリー   | 5     | 3     | 2     | 1     | 0     | 8     | 2     | +6    |
| 2     | イングランド | 3     | 3     | 1     | 1     | 1     | 4     | 3     | +1    |
| 3     | アルゼンチン | 3     | 3     | 1     | 1     | 1     | 2     | 3     | -1    |
| 4     | ブルガリア   | 1     | 3     | 0     | 1     | 2     | 1     | 7     | -6    |

| 1962年5月30日 15:00 |

| アルゼンチン   | 1 - 0    | ブルガリア |
| ファクンド 4分 | レポート |            |

| エスタディオ・エルテニエンテ（ランカグア） 観客数: 7,134人 主審: Juan Gardeazabal |

| 1962年5月31日 15:00 |

| ハンガリー                    | 2 - 1    | イングランド         |
| ティヒ 17分 · アルベルト 61分 | レポート | フラワーズ 60分 (PK) |

| エスタディオ・エルテニエンテ（ランカグア） 観客数: 7,938人 主審: Leo Horn |

| 1962年6月2日 15:00 |

| イングランド                                               | 3 - 1    | アルゼンチン      |
| フラワーズ 17分 (PK) · チャールトン 42分 · グリーブス 67分 | レポート | サンフィリポ 81分 |

| エスタディオ・エルテニエンテ（ランカグア） 観客数: 9,794人 主審: ニコライ・ラティシェフ |

| 1962年6月3日 15:00 |

| ハンガリー                                                     | 6 - 1    | ブルガリア    |
| アルベルト 1分, 6分, 53分 · ティヒ 8分, 70分 · ショイモシ 12分 | レポート | ソコロフ 64分 |

| エスタディオ・エルテニエンテ（ランカグア） 観客数: 7,442人 主審: Juan Gardeazabal |

| 1962年6月6日 15:00 |

| ハンガリー | 0 - 0    | アルゼンチン |
|            | レポート |              |

| エスタディオ・エルテニエンテ（ランカグア） 観客数: 7,945人 主審: Arturo Yamasaki |

| 1962年6月7日 15:00 |

| イングランド | 0 - 0    | ブルガリア |
|              | レポート |            |

| エスタディオ・エルテニエンテ（ランカグア） 観客数: 5,700人 主審: Antoine Blavier |

※イングランドが得失点差でアルゼンチンを上回り決勝トーナメント進出

### 決勝トーナメント
|  | 準々決勝         | 準々決勝         |                  |   | 準決勝    | 準決勝    |  |  | 決勝 | 決勝 |
|  |                  |                  |                  |   |           |           |  |  |      |      |
|  | 6月10日          |                  |                  |   |           |           |  |  |      |      |
|  |                  |                  |                  |   |           |           |  |  |      |      |
|  | ユーゴスラビア   | 1                |                  |   |           |           |  |  |      |      |
|  | ユーゴスラビア   | 1                | 6月13日          |   |           |           |  |  |      |      |
|  | 西ドイツ         | 0                |                  |   |           |           |  |  |      |      |
|  | 西ドイツ         | 0                | ユーゴスラビア   | 1 |           |           |  |  |      |      |
|  | 6月10日          |                  | ユーゴスラビア   | 1 |           |           |  |  |      |      |
|  |                  | チェコスロバキア | 3                |   |           |           |  |  |      |      |
|  | チェコスロバキア | チェコスロバキア | 3                | 1 |           |           |  |  |      |      |
|  | チェコスロバキア |                  | 6月17日          | 1 |           |           |  |  |      |      |
|  | ハンガリー       | 0                |                  |   |           |           |  |  |      |      |
|  | ハンガリー       | 0                | チェコスロバキア | 1 |           |           |  |  |      |      |
|  | 6月10日          |                  | チェコスロバキア | 1 |           |           |  |  |      |      |
|  |                  | ブラジル         | 3                |   |           |           |  |  |      |      |
|  | ブラジル         | ブラジル         | 3                | 3 |           |           |  |  |      |      |
|  | ブラジル         | 6月13日          |                  | 3 |           |           |  |  |      |      |
|  | イングランド     | 1                |                  |   |           |           |  |  |      |      |
|  | イングランド     | 1                | ブラジル         | 4 |           |           |  |  |      |      |
|  | 6月10日          |                  | ブラジル         | 4 |           |           |  |  |      |      |
|  |                  | チリ             | 2                |   | 3位決定戦 | 3位決定戦 |  |  |      |      |
|  | チリ             | チリ             | 2                | 2 | 3位決定戦 | 3位決定戦 |  |  |      |      |
|  | チリ             |                  | 6月16日          | 2 |           |           |  |  |      |      |
|  | ソビエト連邦     | 1                |                  |   |           |           |  |  |      |      |
|  | ソビエト連邦     | 1                | チリ             | 1 |           |           |  |  |      |      |
|  |                  |                  |                  |   |           |           |  |  |      |      |
|  | ユーゴスラビア   | 0                |                  |   |           |           |  |  |      |      |
|  | ユーゴスラビア   | 0                |                  |   |           |           |  |  |      |      |

#### 準々決勝
| 1962年6月10日 14:30 |

| チリ                          | 2 - 1    | ソビエト連邦    |
| サンチェス 11分 · ロハス 29分 | レポート | チスレンコ 26分 |

| エスタディオ・カルロス・ディトボルン（アリカ） 観客数: 17,268人 主審: Leo Horn |

| 1962年6月10日 14:30 |

| チェコスロバキア | 1 - 0    | ハンガリー |
| シェレル 13分    | レポート |            |

| エスタディオ・エルテニエンテ（ランカグア） 観客数: 11,690人 主審: ニコライ・ラティシェフ |

| 1962年6月10日 14:30 |

| ブラジル                          | 3 - 1    | イングランド      |
| ガリンシャ 31分, 59分 · ババ 53分 | レポート | ヒッチェンス 38分 |

| エスタディオ・サウサリート（ビニャ・デル・マール） 観客数: 17,736人 主審: Pierre Schwinte |

| 1962年6月10日 14:30 |

| ユーゴスラビア      | 1 - 0    | 西ドイツ |
| ラダコヴィッチ 85分 | レポート |          |

| エスタディオ・ナシオナル・デ・チリ（サンティアゴ） 観客数: 63,324人 主審: Arturo Yamasaki |

#### 準決勝
| 1962年6月13日 14:30 |

| チェコスロバキア                         | 3 - 1    | ユーゴスラビア        |
| カドラバ 48分 · シェレル 80分, 84分 (PK) | レポート | イェルコヴィッチ 69分 |

| エスタディオ・サウサリート（ビニャ・デル・マール） 観客数: 5,890人 主審: Gottfried Dienst |

| 1962年6月13日 14:30 |

| ブラジル                               | 4 - 2    | チリ                             |
| ガリンシャ 9分, 32分 · ババ 47分, 78分 | レポート | トロ 42分 · サンチェス 61分 (PK) |

| エスタディオ・ナシオナル・デ・チリ（サンティアゴ） 観客数: 76,500人 主審: Arturo Yamasaki |

#### 3位決定戦
| 1962年6月16日 14:30 |

| チリ        | 1 - 0    | ユーゴスラビア |
| ロハス 90分 | レポート |                |

| エスタディオ・ナシオナル・デ・チリ（サンティアゴ） 観客数: 67,000人 主審: Juan Gardeazabal |

#### 決勝
| 1962年6月17日 14:30 |

| ブラジル                                | 3 - 1    | チェコスロバキア |
| アマリウド 17分 · ジト 69分 · ババ 78分 | レポート | マソプスト 15分  |

| エスタディオ・ナシオナル・デ・チリ（サンティアゴ） 観客数: 68,679人 主審: ニコライ・ラティシェフ |

| ブラジル | チェコスロバキア |

| GK                 | 1  | ジウマール         |
| RB                 | 2  | ジャウマ・サントス |
| CB                 | 3  | マウロ・ラモス     |
| CB                 | 5  | ゾジモ             |
| LB                 | 6  | ニウトン・サントス |
| RH                 | 4  | ジト               |
| LH                 | 8  | ジジ               |
| OR                 | 7  | ガリンシャ         |
| OL                 | 21 | マリオ・ザガロ     |
| CF                 | 19 | ババ               |
| CF                 | 20 | アマリウド         |
| 監督:              |    |                    |
| アイモレ・モレイラ |    |                    |

| GK                     | 1  | ヴィリアム・シュロイフ         |
| RB                     | 12 | イジー・ティヒー               |
| CB                     | 5  | スヴァトプルク・プルスカル     |
| CB                     | 3  | ポプルハール                   |
| LB                     | 4  | ラディスラフ・ノヴァーク       |
| RH                     | 19 | アンドレイ・クヴァシュニャーク |
| LH                     | 6  | ヨゼフ・マソプスト             |
| OR                     | 17 | トマーシュ・ポスピーカ         |
| IR                     | 8  | アドルフ・シェレル             |
| IL                     | 18 | ヨゼフ・カドラバ               |
| OL                     | 11 | ヨゼフ・イェリーネク           |
| 監督:                  |    |                                |
| ルドルフ・ヴィトラチル |    |                                |

## 優勝国
| 1962 FIFAワールドカップ優勝国 |
| ----------------------------- |
| · ブラジル · 2大会連続2回目   |

## 得点ランキング
| 順位 | 選手名                       | 国籍             | 得点数 |
| ---- | ---------------------------- | ---------------- | ------ |
| 1    | ガリンシャ                   | ブラジル         | 4      |
| 1    | ババ                         | ブラジル         | 4      |
| 1    | アルベルト・フローリアーン   | ハンガリー       | 4      |
| 1    | ドラジャン・イェルコヴィッチ | ユーゴスラビア   | 4      |
| 1    | ワレンチン・イワノフ         | ソビエト連邦     | 4      |
| 1    | レオネル・サンチェス         | チリ             | 4      |
| 7    | アマリウド                   | ブラジル         | 3      |
| 7    | ティヒ・ラヨシュ             | ハンガリー       | 3      |
| 7    | アドルフ・シェレル           | チェコスロバキア | 3      |
| 7    | ミラン・ガリッチ             | ユーゴスラビア   | 3      |